# Hortonius euenemus
Hortonius euenemus är en fjärilsart som beskrevs av Dyar 1926. Hortonius euenemus ingår i släktet Hortonius och familjen nattflyn. Inga underarter finns listade i Catalogue of Life.